# Israel International 2018
Die Hatzor Israel International 2018 im Badminton fanden vom 24. bis zum 27. Oktober 2018 im Kibbuz Hatzor in der Nähe der Stadt Aschdod statt.

## Sieger und Platzierte
| Disziplin    | Gold                                       | Silber                                  | Bronze                           |
| ------------ | ------------------------------------------ | --------------------------------------- | -------------------------------- |
| Herreneinzel | Kaushal Dharmamer                          | Miha Ivanič                             | Collins Valentine Filimon        |
| Herreneinzel | Kaushal Dharmamer                          | Miha Ivanič                             | Filip Špoljarec                  |
| Dameneinzel  | Ksenia Polikarpova                         | Lia Šalehar                             | Maja Pavlinić                    |
| Dameneinzel  | Ksenia Polikarpova                         | Lia Šalehar                             | Elizaveta Pyatina                |
| Herrendoppel | Ariel Shainski Lukáš Zevl                  | Andraž Krapež Filip Špoljarec           | Shai Geffen Yonathan Levit       |
| Herrendoppel | Ariel Shainski Lukáš Zevl                  | Andraž Krapež Filip Špoljarec           | Alan Ostrowski Paweł Pietryja    |
| Damendoppel  | Ksenia Polikarpova Krestina Silich         | Iza Šalehar Lia Šalehar                 | Katarina Galenić Maja Pavlinić   |
| Damendoppel  | Ksenia Polikarpova Krestina Silich         | Iza Šalehar Lia Šalehar                 | Yuval Pugach Shery Rotshtein     |
| Mixed        | Mykhaylo Makhnovskiy Anastassija Prosorowa | Oleksandr Kolesnik Yevgeniya Paksyutova | Ivan Medynskiy Valeriya Rudakova |
| Mixed        | Mykhaylo Makhnovskiy Anastassija Prosorowa | Oleksandr Kolesnik Yevgeniya Paksyutova | Aliaksei Konakh Krestina Silich  |